# L'amore in città
L'amore in città è un film a episodi del 1953, diretto da Michelangelo Antonioni, Federico Fellini, Alberto Lattuada, Carlo Lizzani, Francesco Maselli, Dino Risi e Cesare Zavattini.

## Trama
In sei episodi, attori non professionisti interpretano i loro ruoli nella vita.
1. Amore che si paga, sulla prostituzione a Roma;
2. Tentato suicidio, su protagonisti di tentati suicidi;
3. Paradiso per tre ore, sulle sale da ballo dei quartieri periferici, frequentate la domenica da giovani in libera uscita;
4. Agenzia matrimoniale, sulle agenzie matrimoniali;
5. Storia di Caterina, in cui una madre nullatenente abbandona il figlio per poi recuperarlo, pentita, dalle suore il giorno dopo;
6. Gli italiani si voltano, che riprende le reazioni degli uomini al passaggio di belle ragazze per le vie di Roma.